# Foreste secche tropicali delle Figi
Le foreste secche tropicali delle Figi sono un'ecoregione dell'ecozona oceaniana (codice ecoregione: OC0201).

## Territorio
Le isole Figi sono un arcipelago di oltre 300 isole situate nell'oceano Pacifico meridionale, circa 3000 km a est dell'Australia. L'ecoregione si estende in prevalenza sul versante nord-occidentale delle due isole maggiori, Viti Levu e Vanua Levu, anche se piccoli lembi di foresta costiera secca si trovano in molte delle isole e atolli dell'arcipelago. Confina a sud-est con l'ecoregione delle foreste umide tropicali delle Figi.

## Flora
In virtù dei lunghi inverni secchi tipici di questa ecoregione, la foresta secca tropicale delle Figi è caratterizzata da una biocenosi vegetale unica in tutto il Pacifico.

La canopia della foresta secca è dominata da due specie: Dacrydium nidulum, una conifera della famiglia Podocarpaceae, e Fagraea gracilipes, un albero della famiglia Gentianaceae, endemico delle isole Figi. Altre specie presenti sono: la conifera Podocarpus neriifolius, la cicadacea  Cycas seemannii, la palma Pritchardia pacifica e inoltre Aleurites moluccanus (Euphorbiaceae), Ficus theophrastoides (Moraceae), Gymnostoma vitiense (Casuarinaceae), Intsia bijuga (Fabaceae), Parinari insularum (Chrysobalanaceae), Syzygium spp. (Myrtaceae) e Bambusa spp. (Poaceae).

Nelle zone più secche sopravvivono lembi relitti di una particolare tipologia di foresta secca in cui le specie dominanti sono il sandalo endemico Santalum yasi,  la casuarina delle spiagge Casuarina equisetifolia e la felce rampicante Lygodium scandens.

In tutte le isole dell'arcipelago esiste poi un ulteriore tipo di foresta secca costiera in cui si ritrovano Scaevola taccada, Wollastonia biflora, Sophora tomentosa e Volkameria inermis, dominanti nelle aree più esposte al mare,  e Barringtonia asiatica, Calophyllum inophyllum, Cocos nucifera, Pandanus tectorius e Casuarina equisetifolia nelle zone più interne.

## Fauna

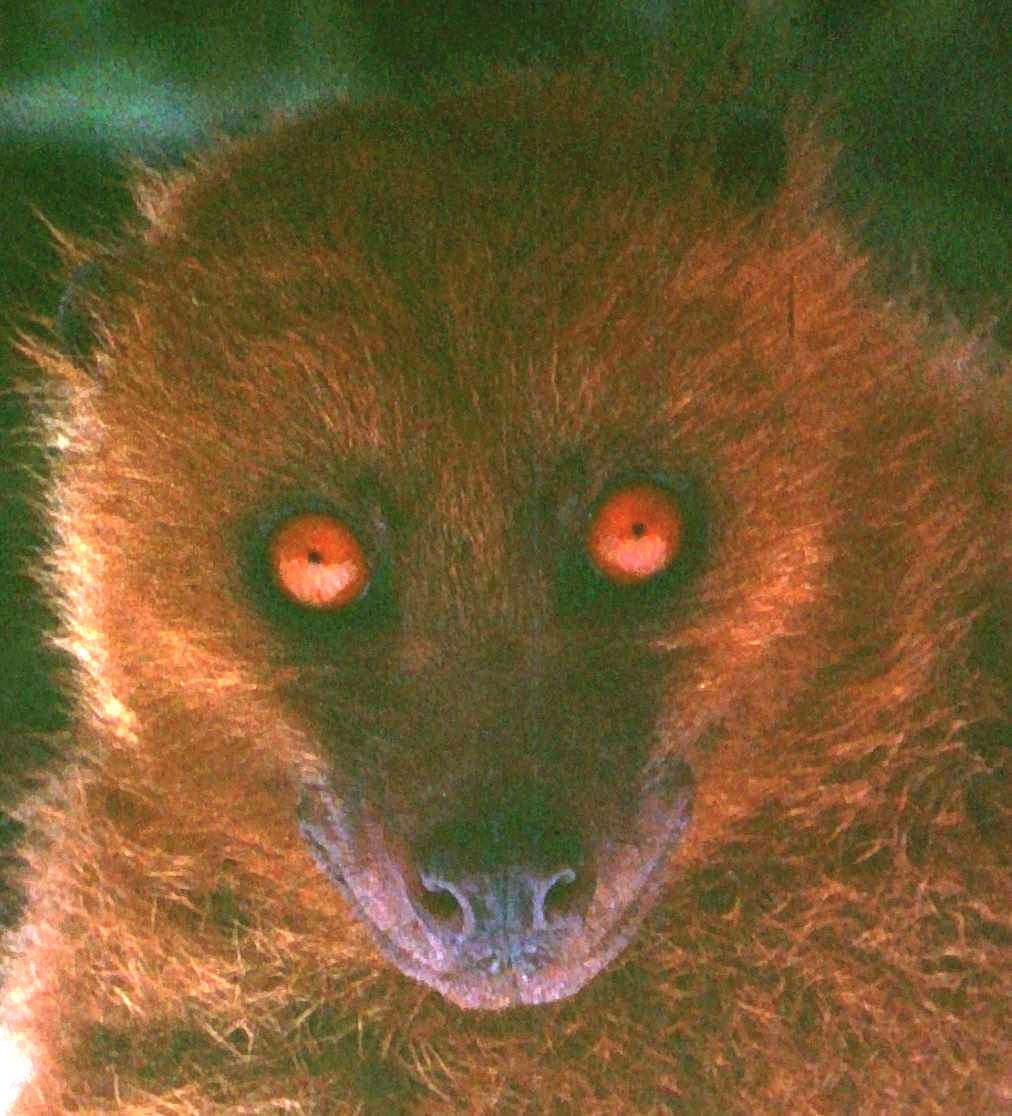
Esemplare di volpe volante dal muso di scimmia delle Figi
(Mirimiri acrodonta)

Gli unici mammiferi nativi dell'ecoregione sono i pipistrelli, tra cui la volpe volante dal muso di scimmia delle Figi (Mirimiri acrodonta), la volpe volante del Pacifico (Pteropus tonganus), la volpe volante delle Samoa (Pteropus samoensis) e il pipistrello dei fiori delle Figi (Notopteris macdonaldi).
La foresta secca delle Figi ospita numerose specie di uccelli nidificanti, tra cui il piccione imperiale del Pacifico  (Ducula pacifica), la colomba frugivora corona purpurea (Ptilinopus porphyraceus) e il lori dal collare (Phigys solitarius). La dendrocigna errante (Dendrocygna arcuata) e il barbagianni delle erbe orientale (Tyto longimembris), un tempo presenti nella foresta, sono andati incontro ad estinzione locale.

## Conservazione
Le foreste secche tropicali delle Figi, che in origine coprivano una superficie di 7557 km2, sono oggi ridotte a un'area di neanche 100 km2, il che fa di loro uno degli habitat più a rischio del Pacifico tropicale.